# Burgruine Hilgartsberg
Die Burgruine Hilgartsberg ist die Ruine einer Höhenburg nahe dem niederbayerischen Markt Hofkirchen im Landkreis Passau. Die Ruine liegt ca. 3,2 km südöstlich von der Kirche St. Maria Himmelfahrt in Hofkirchen. Wo die Donau den Dungau verlässt und in das Durchbruchstal zwischen den Südausläufern des Bayerischen Waldes eintritt, erhebt sich hinter Hofkirchen an einem linksseitigen Steilhang die Ruine Hilgartsberg. Die Ruine ist unter der Aktennummer D-2-75-127-25 denkmalgeschütztes Baudenkmal von Hofkirchen; ferner wird die Anlage als Bodendenkmal unter der Aktennummer D-2-7344-0341 mit der Beschreibung „untertägige mittelalterliche und frühneuzeitliche Befunde und Funde im Bereich der hochmittelalterlichen Burg Hilgartsberg“ geführt.

## Geschichte
1112 wird erstmals ein Ezil (Heinrich) de Hilkerirchesberg erwähnt. Die Spornburg gehörte damals zur Grafschaft Windberg unter der Lehensherrschaft der Bischöfe von Bamberg. Wie die anderen Bamberger Lehen nördlich der Donau bevogteten die Grafen von Sulzbach im 12. Jahrhundert auch Hilgartsberg. Als die Grafen 1188 ausstarben, fiel die Burg nach einem Vertrag zwischen Bamberg und Kaiser Friedrich I. an dessen Söhne Otto und Friedrich.
1207 wurde sie mit anderen Gütern dem Walchunus von Kamm verliehen. Dieser vermachte sie seinen Neffen Alram und Albert von Hals und Bernhard von Uttendorf.
Es kam zu einem langwierigen Streit mit den Bischöfen von Passau und Bamberg, die diese Regelung nicht anerkannten. Im Oktober 1226 sprach ein Schiedsgericht die Herrschaft schließlich Graf Rapoto II. von Ortenburg zu. Nach dem Tod von dessen Sohn Rapoto III. 1248, verkauften seine Tochter Elisabeth und ihr Gemahl Hartmann I. von Werdenberg 1259 den Besitz an Herzog Heinrich von Niederbayern.
Die Herzöge ließen die Burg zunächst durch Pfleger verwalten. 1309  wurde Seifried der Puchberger damit belehnt. 1332 kam Schweiker I. Tuschl in den Pfandbesitz der Burg. Nach dessen Tod 1326 kamen die Ecker von Eck in den Besitz der Veste. Da Peter Ecker von Eck bei Herzog Albrecht in Ungnade fiel, wurde die Burg 1357 vom Herzog belagert und eingenommen.
Albrecht stattete die Burg 1360 mit Wällen und einem Turm aus. Nun verwalteten erneut herzogliche Pfleger Hilgartsberg. Gegen Ende des 15. Jahrhunderts wurden die Weisenberger damit belehnt, nach deren Aussterben 1596 erhielt es Rudolph Freiherr von Pollweil und Weilerthal. Dessen Geschlecht erlosch 1617, und nun verlieh Kurfürst Maximilian I. das Gut mit den Hofmarken Schöllnstein, Rannetsreit, Garham, Leithen und Oberngschaid an Hanns Ernest Graf Fugger, Herrn zu Kirchberg und Weißenhorn.

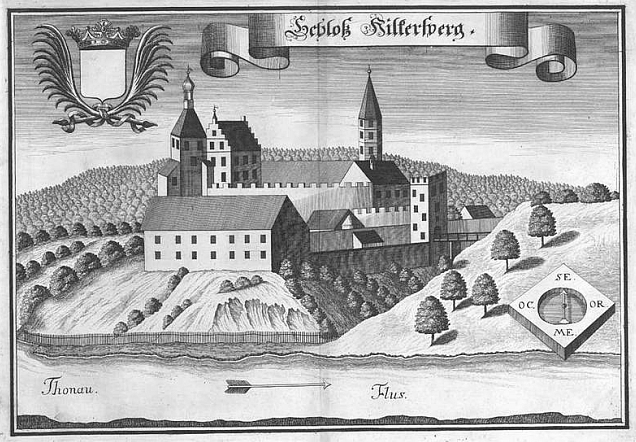
Schloss Hilgartsberg nach einem Stich von Michael Wening

Obwohl die Fugger, die über die genannten Hofmarken die höhere Gerichtsbarkeit ausübten, das Schloss nie selbst bewohnten, bauten sie es nach dem Schlossbrand von 1626 erheblich aus. Zur Anlage gehörte ein Kasten, wo die Naturalabgaben abgeliefert werden mussten. Im Jahre 1698 erwarb Graf Franz Ernst Fugger das Schloss und die Hofmark Grubhof als Eigenbesitz. Im Spanischen Erbfolgekrieg wurde Hilgartsberg 1704 von den Österreichern besetzt. Im Österreichischen Erbfolgekrieg wurde es am 11. November 1742 von den österreichisch-ungarischen Truppen unter Führung des Oberstleutnant Graf Gorani erobert und abgebrannt.
Die Fugger bauten die Ruine nicht wieder auf. 1821 verkaufte Joseph Eligius Graf Fugger zu Glött die Herrschaft an den bayerischen Staat. Die verbliebenen Gebäude gingen 1823 zunächst an einen Wirt und Bauern von Garham, später zum Teil an einen Vilshofener Brauereibesitzer über. 1838 überließen die Besitzer wegen zu hoher Unterhaltungskosten alle Gebäude unentgeltlich dem Staat.
Bis 1970 war hier die Schule der ehemaligen Gemeinde Hilgartsberg untergebracht. Das Schulgebäude wurde an den Besitzer der Burggastwirtschaft verkauft. Am 18. Dezember 1995 erwarb der Markt Hofkirchen die Burgruine Hilgartsberg vom Freistaat Bayern. Seitdem erhält der Burgförderverein die Anlage und organisiert alljährlich Burgfestspiele und eine Burgweihnacht.

## Beschreibung
Die Burganlage besitzt einen dreieckigen Grundriss. Von Nordosten gelangt man über einen Graben und durch einen Torbau in den äußeren Zwinger mit der gut erhaltenen mittelalterlichen Burgkapelle St. Georg, die 2003 grundlegend restauriert wurde. Die Kapelle ist an die Ringmauer angebaut. Die Kapelle geht in wesentlichen Teilen auf die Romanik zurück und zeigt in ihrer späteren Ausgestaltung eine Verbindung aus Kreuzrippengewölbe, Groteskendekoration und Medaillonbildern. Die Innenausstattung der Kapelle stammt vor allem aus dem 16. Jahrhundert, der Altar aus der Rokokozeit. Das Altarbild, die Verkündigung des Herrn darstellend, entstand wohl im frühen 17. Jahrhundert.
Durch einen Torturm gelangt man in den inneren Zwinger, durch einen weiteren Torturm in den Burghof. Hier wurde eine Freilichtbühne errichtet. In einer Ecke befindet sich ein tiefer Brunnen, der den Ausgangspunkt eines unterirdischen Ganges bildet. Er führt unter den Mauern hindurch in den äußeren Zwinger. Erwähnenswert ist auch die hervorragende Aussicht auf das Donautal.